# آرتور پیک
آرتور پیک (استونیایی: Artur Pikk؛ زادهٔ ۵ مارس ۱۹۹۳) بازیکن فوتبال اهل استونی است.
از باشگاه‌هایی که در آن بازی کرده‌است می‌توان به باشگاه فوتبال روژمبرک، باشگاه فوتبال لوادیا تالین و باشگاه فوتبال باته بوریسف اشاره کرد.
وی همچنین در تیم‌های ملی فوتبال زیر ۲۱ سال استونی و استونی بازی کرده‌است.